# Eriocaulon laniceps
Eriocaulon laniceps är en gräsväxtart som beskrevs av Sylvia Mabel Phillips. Eriocaulon laniceps ingår i släktet Eriocaulon och familjen Eriocaulaceae. Inga underarter finns listade i Catalogue of Life.